# Урочище Бискупичі
Уро́чище Би́скупичі — зоологічна пам'ятка природи місцевого значення в Україні. Розташована в межах Володимирського району Волинської області, між селами Нехвороща та Марія-Воля.
Площа 3,4 га. Статус присвоєно згідно з рішенням виконкому обласної ради депутатів трудящих від 11.07.1972 року № 255. Перебуває у віданні ДП «Володимир-Волинське ЛМГ» (Микуличівське л-во, кв. 38, вид. 7).
Статус присвоєно для збереження частини лісового масиву (переважно дубові насадження) як місця гніздування одної з найбільших в області колоній сірих чапель.
Зоологічна пам'ятка природи «Урочище Бискупичі» розташована в межах лісового заказника місцевого значення «Нехворощі».

## Галерея

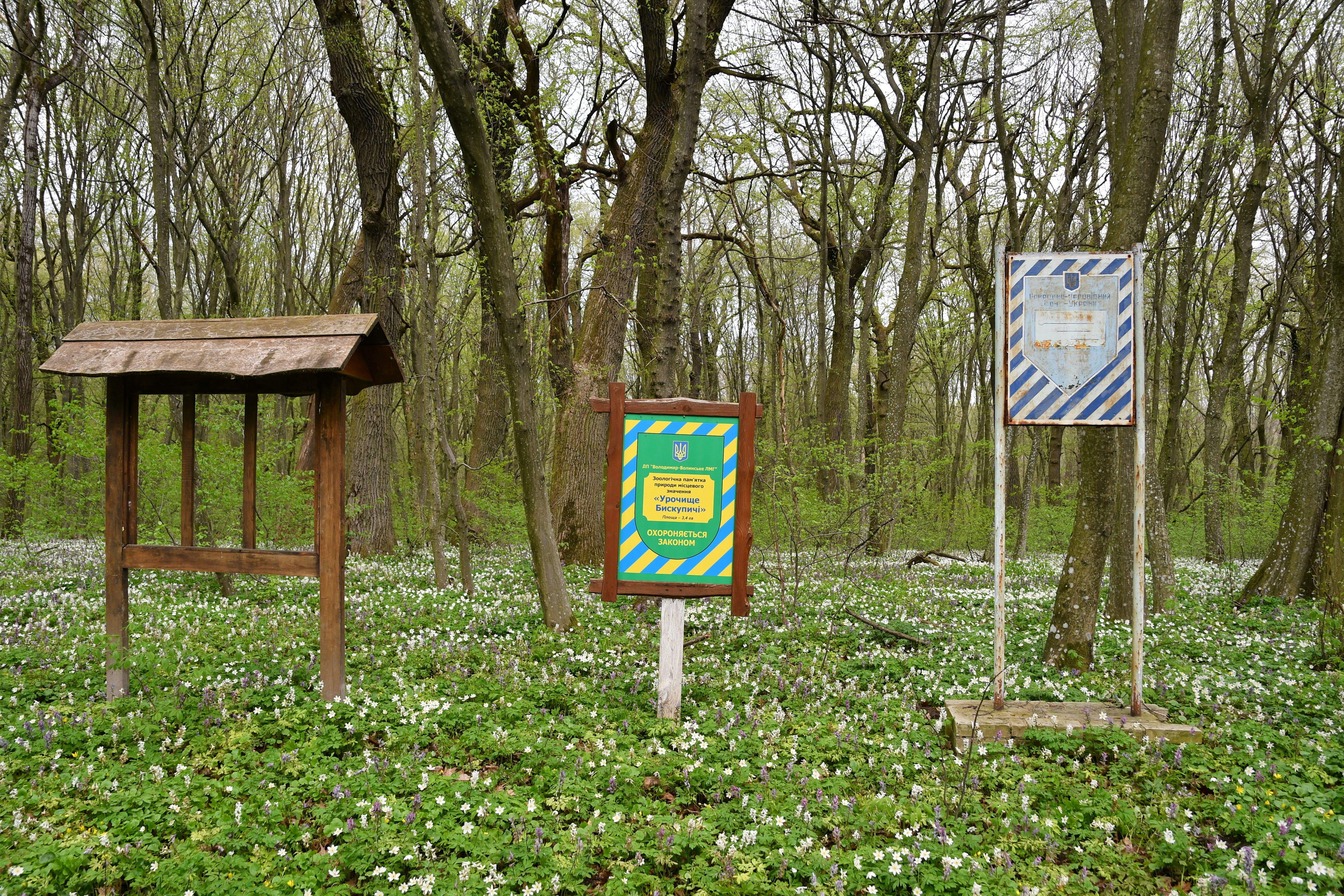
Охоронні дошки
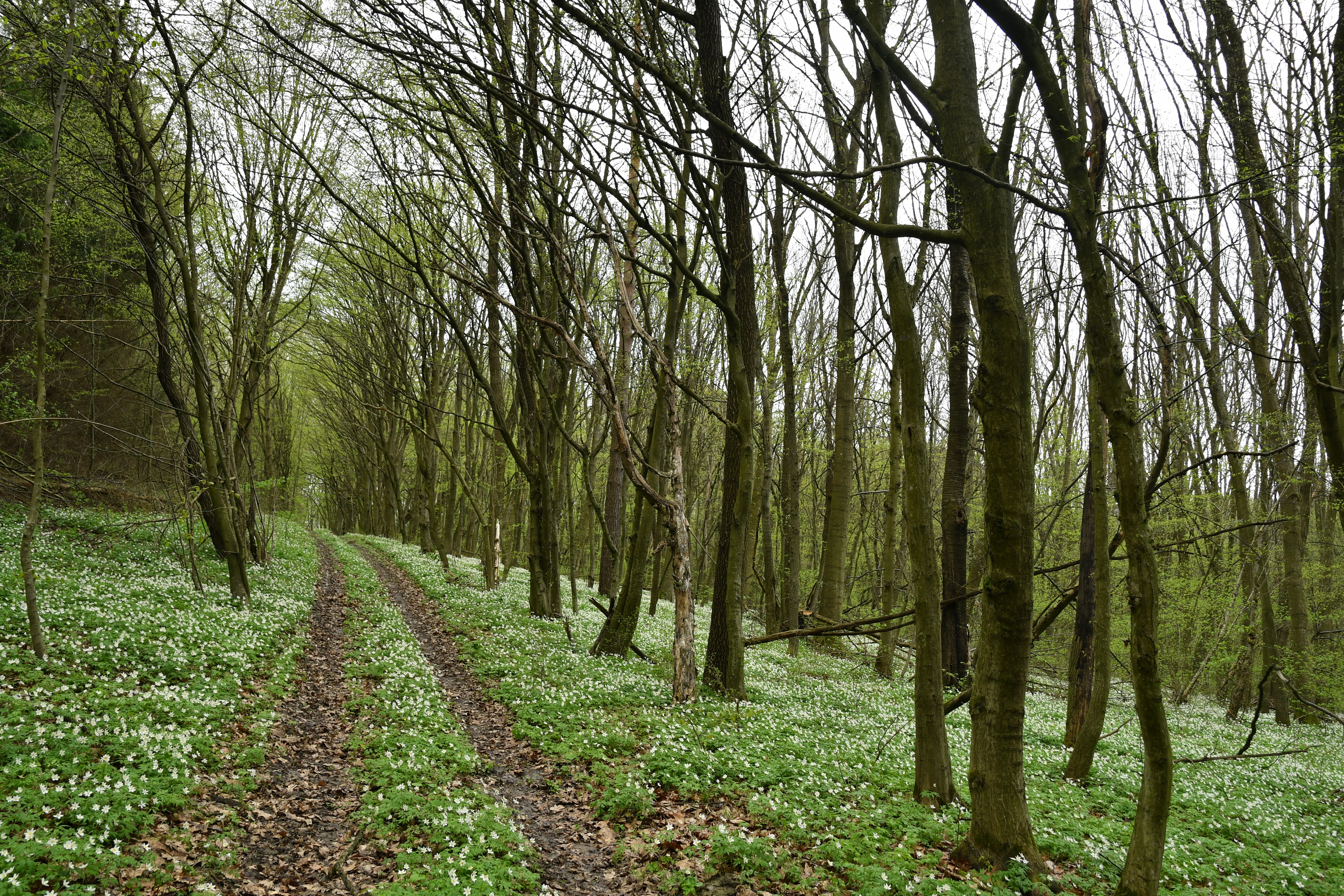
Вигляд з півночі
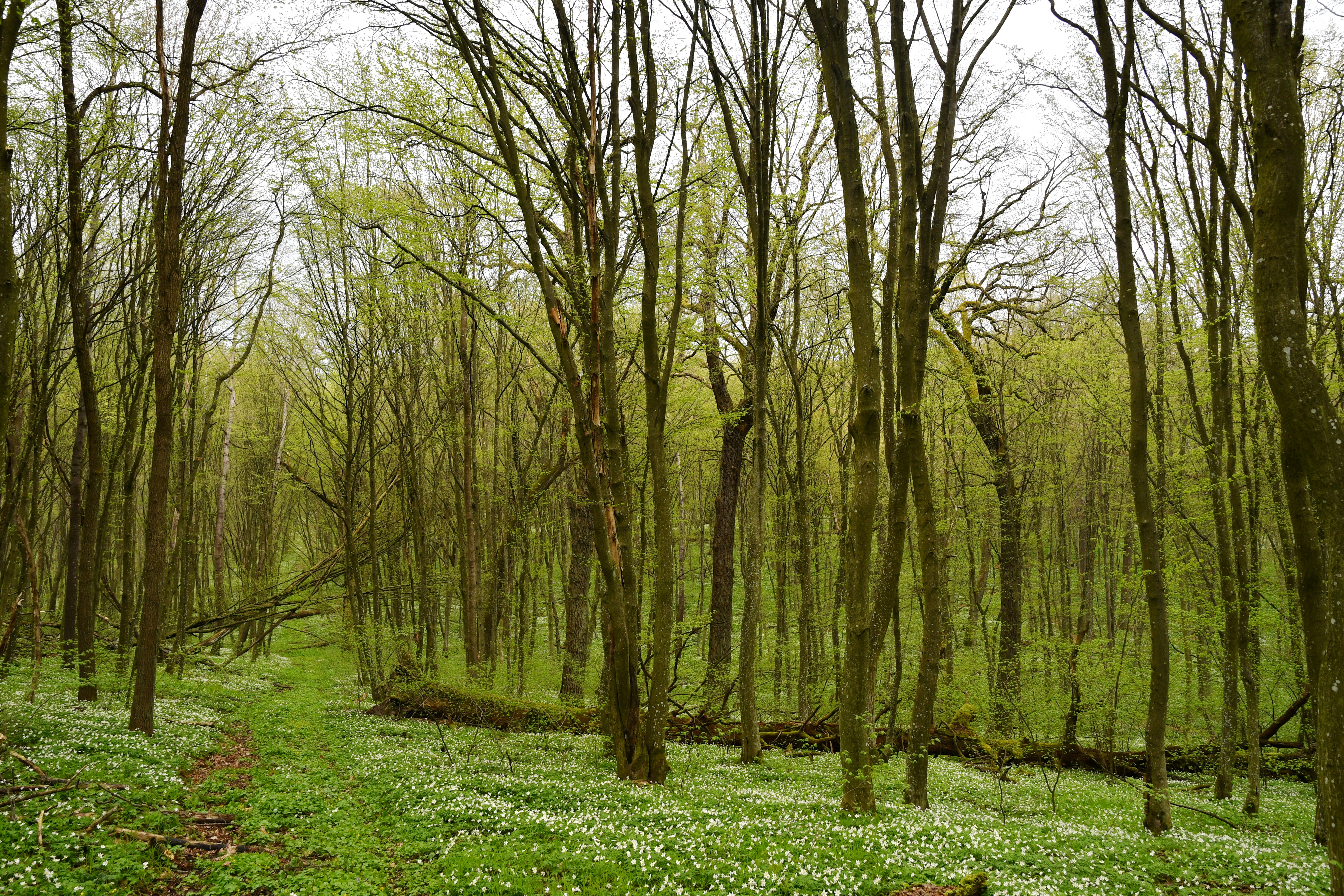
Вигляд з південного заходу
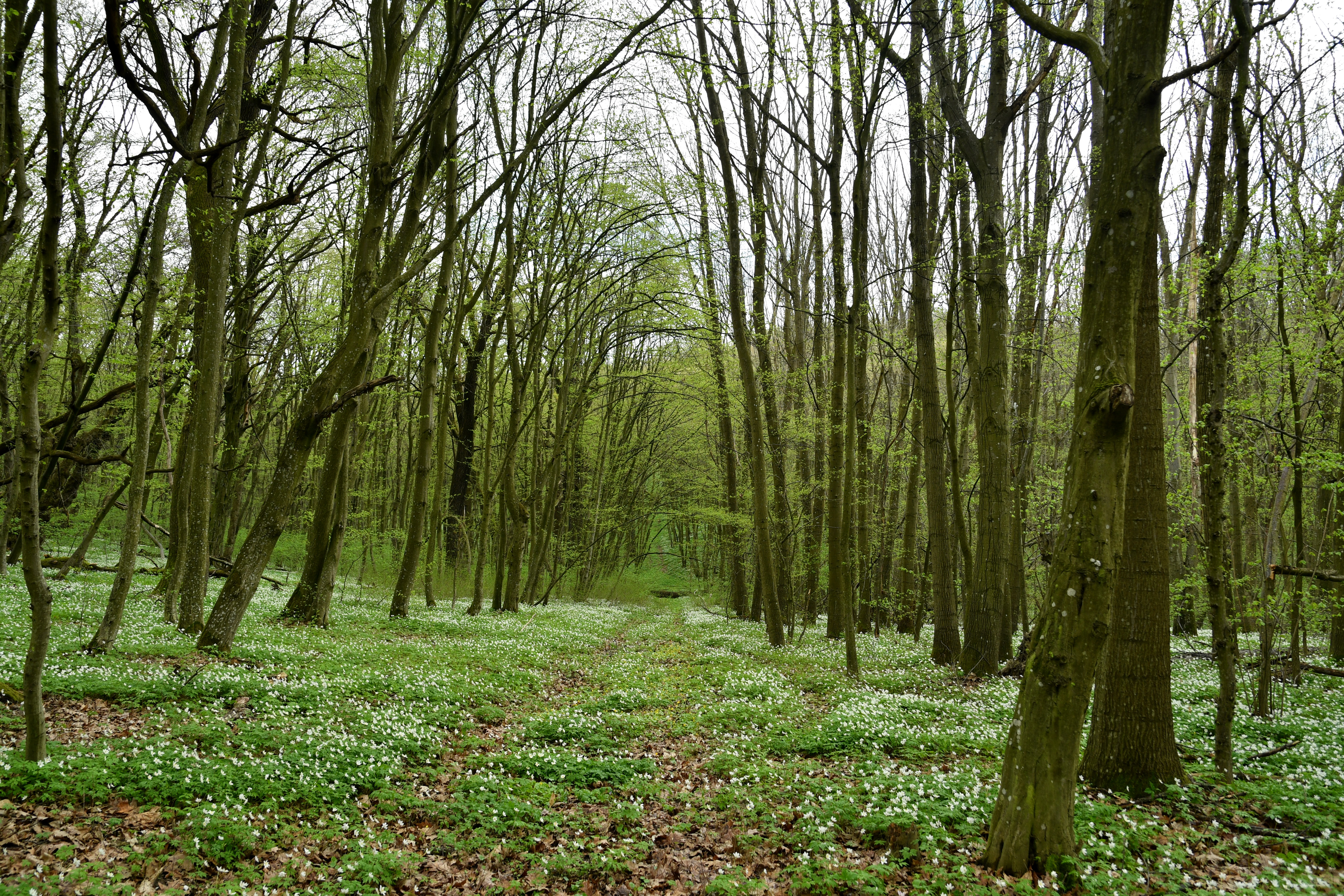
Вигляд із заходу
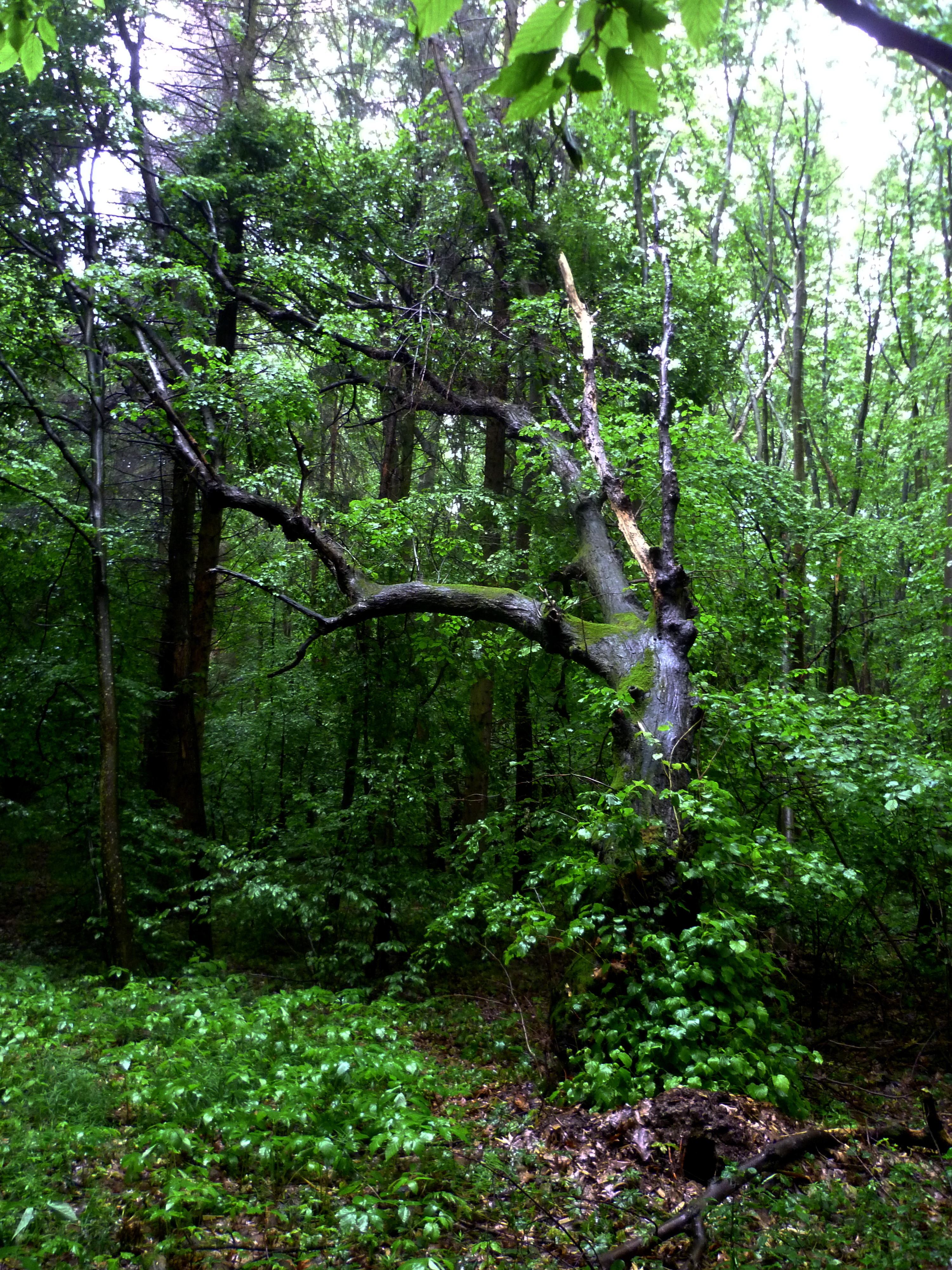
Дерево з норою в корені
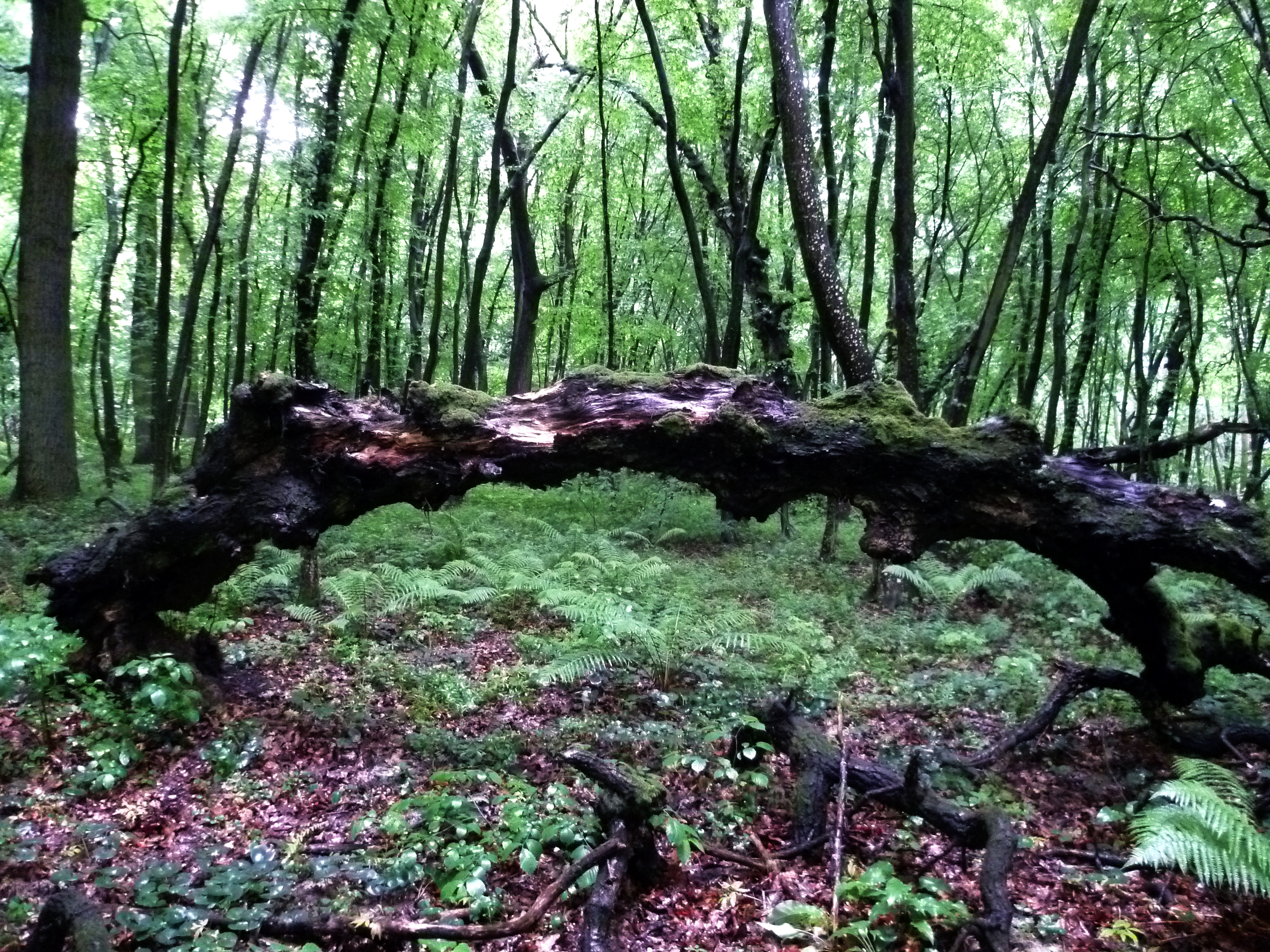
Старе дерево